# Zeuxine stenophylla
Zeuxine stenophylla är en orkidéart som först beskrevs av Heinrich Gustav Reichenbach, och fick sitt nu gällande namn av George Bentham, Joseph Dalton Hooker och Emmanuel Drake del Castillo. Zeuxine stenophylla ingår i släktet Zeuxine och familjen orkidéer. Inga underarter finns listade i Catalogue of Life.